# Lemuria
Lemuria es un continente hipotético propuesto en 1864 por el zoólogo Philip Sclater, que se habría hundido en el océano Índico. De su propuesta se apropiaron más tarde los ocultistas en sus relatos ficticios y, posteriormente, teorías conspirativas sobre el origen de la humanidad, a pesar de haber sido totalmente desacreditada durante el siglo XX con el descubrimiento de la tectónica de placas y la deriva continental. 
La hipótesis original buscaba explicar la presencia de fósiles de lémures en Madagascar y la India, pero no en África o en Oriente Medio. En 1870, Ernst Haeckel sugirió que Lemuria podría además haber sido la cuna ancestral de la humanidad, postulado que llevó la hipótesis más allá de su marco de estudio inicial en la geología y la zoogeografía, asegurándole su popularidad fuera de la comunidad científica. 
A fines del siglo XIX, Helena Blavatsky, ocultista y fundadora de la teosofía, otorgó a Lemuria un importante lugar en el sistema de su doctrina mítico-religiosa, afirmando que el continente era la tierra natal de los primeros humanos, a quienes llamó "lemurianos". Blavatsky tuvo un importante impacto en el esoterismo occidental, popularizando el mito de Lemuria y de sus habitantes míticos. 
Todas las teorías sobre Lemuria se volvieron definitivamente insostenibles cuando, en la década de 1960, la comunidad científica aceptó la teoría de la deriva continental de Alfred Wegener, presentada en 1912. A pesar de eso, Lemuria persiste en ciertos ámbitos de la imaginación popular, especialmente en relación con la tradición teosófica y con el nacionalismo tamil.

## Evolución de la idea
Lemuria era hipotéticamente un puente continental, hoy desaparecido o hundido, que daría cuenta o explicaría ciertas discontinuidades biogeográficas. Esta idea ha quedado totalmente obsoleta a la luz de las teorías modernas sobre la tectónica de placas, el fenómeno natural en el movimiento de las masas continentales que haría imposible la desaparición de territorios tan extensos. Otras masas continentales hundidas existen (por ejemplo, Zelandia), pero no hay formaciones sumergidas bajo el océano Índico que pueda conectar o haber conectado la India con Madagascar como se propuso originalmente.
La idea de Lemuria fue incorporada poco después de su planteamiento original a la filosofía de la Teosofía, y luego, a través de ella, a otras corrientes de pensamiento marginales, pseudocientíficas y propias de las teorías conspirativas. Todas las propuestas de esta naturaleza difieren entre sí, pero comparten la creencia común de que en la Antigüedad existió un continente y que este se hundió bajo el océano como resultado de un cambio geológico cataclísmico.

## Origen científico

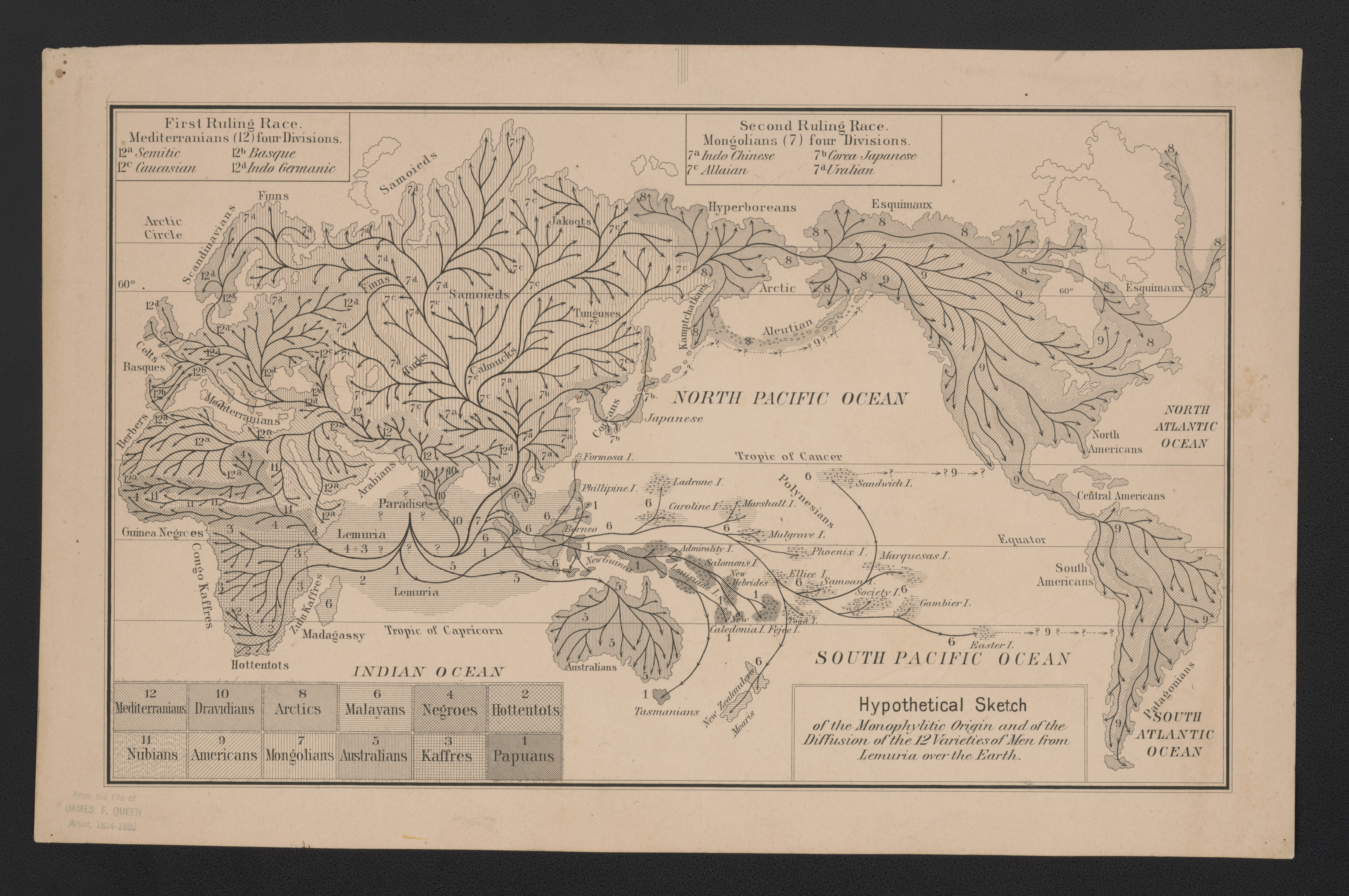
Esquema hipotético del origen monofilético y de la difusión de las 12 variedades de hombres de Lemuria sobre la Tierra

### Postulación
En 1864 apareció en The Quarterly Journal of Science el artículo "The Mammals of Madagascar" ("Los mamíferos de Madagascar") del zoólogo y biogeógrafo Philip Sclater. Usando una nomenclatura que llamó "lémures" (pero que incluía más grupos de primates de los que contempla el taxón Lemuroidea en la actualidad), Sclater notó la desconcertante presencia de sus fósiles en Madagascar y en la India, pero no en África o en Oriente Medio. Sclater propuso como explicación un continente mayor del que Madagascar y la India habrían sido parte originalmente, antes de separarse en subcontinente y unirse respectivamente a África y a Asia. Llamó "Lemuria" a este continente desconocido.

### Paralelos
La teoría de Scatler no era inusual para su época; los "puentes de tierra", tanto reales como hipotéticos, fascinaban a los científicos del siglo XIX. Étienne Geoffroy Saint-Hilaire, contemplando el mismo problema fósil entre Madagascar y la India, había ya sugerido un continente similar dos décadas antes que Sclater, pero no le había asignado un nombre. La aceptación del Darwinismo llevó a los científicos a intentar trazar el camino de las especies desde su origen evolutivo hasta el día de hoy, pero todavía no comprendían la deriva continental. Los biólogos frecuentemente postulaban la existencia de masas de tierra sumergidas para comprender la existencia de poblaciones de especies terrestres separadas por grandes cuerpos de agua; a su vez, los geólogos trataban, con teorías similares, de explicar las sorprendentes semejanzas encontradas en continentes distintos.

### Promulgación
Tras ganar alguna aceptación en la comunidad científica, Lemuria comenzó a aparecer en el trabajo de otros académicos. Ernst Haeckel, taxónomo darwinista alemán, propuso Lemuria como hogar de las primeras especies humanas para explicar la ausencia de un "eslabón perdido" en el registro fósil.

### Superación
La teoría de Lemuria desapareció completamente del pensamiento científico convencional tras la aceptación de la tectónica de placas y la deriva continental en la comunidad científica; de acuerdo con la tectónica de placas, Madagascar y la India ciertamente fueron parte de la misma masa continental, Gondwana (lo cual da cuenta de sus semejanzas geológicas), pero el movimiento tectónico causó su separación hace millones de años; en otras palabras, Gondwana se desintegró en lugar de hundirse bajo el mar.

## En la cultura popular
Por su presencia histórica en el espiritismo y el ocultismo occidental, Lemuria aparece nombrada a menudo en obras de fantasía y ciencia ficción como un ejemplo de continente perdido similar a la Atlántida (es el caso de Mu Online, Marvel Comics y Dark-Hunter). La hipótesis de Lemuria ha inspirado a muchos novelistas, directores y músicos desde la década de 1880. Algunos de los más destacados son:
- C. S. Lewis, escritor inglés, en su poema "The Last of the Wine".
- H. P. Lovecraft, escritor estadounidense, en su cuento de 1935 "El morador de las tinieblas".
- Gail Laughton, arpista de jazz estadounidense, en su álbum de 1978 Harps of the Ancient Temple.
- Jaime Alfonso Sandoval, escritor mexicano contemporáneo, en su novela de 1999 La ciudad de las esfinges.
- Therion, banda sueca de metal sinfónico, en su álbum de 2003 Lemuria.
- Visions of Atlantis, banda austríaca de metal sinfónico, en su álbum de 2018 The Deep & the Dark.

- En la serie pseudocientifica Alienígenas Ancestrales se analizan las mitologías en las islas del Océano Pacífico en búsqueda de una antigua civilización perdida relacionada con Lemuria.

- En el videojuego Love and Deepspace el personaje Rafayel  afirma ser original de Lemuria.